# Chimia

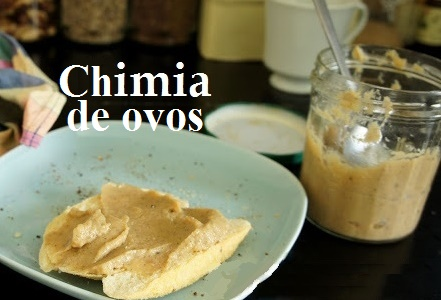

Chimia, em partes da Região Sul do Brasil, especialmente as regiões de colonização e imigração alemã de Santa Catarina, do Rio Grande do Sul e do Paraná, são diferentes tipos de comida que podem ser passadas no pão. No Rio Grande do Sul, usa-se principalmente para se referir a chimias doces, sendo um produto similar à geleia (embora haja diferença, pois a chimia é mais consistente, por ser produzida não só com o suco, mas também com o bagaço e, eventualmente, as cascas das frutas ou legumes utilizados). Já em Santa Catarina, existe até chimia de ovo; a palavra chimia é ainda usada na linguagem do dia a dia dessas áreas de colonização alemã no Brasil como sinônimo de "mistura".
A palavra chimia é um aportuguesamento de Schmier, conjugação do verbo alemão Schmieren, que significa "passar [algo] [em outra coisa]" (por exemplo, passar manteiga ou geleia em uma fatia de pão).
No português falado nessas regiões brasileiras de imigração alemã, usa-se também o verbo chimiar, com o mesmo sentido que Schmieren em alemão, isto é, como sinônimo de passar algo em outra coisa (por exemplo no pão).
Também é por vezes referida como schmia, chmia, chmier, ximíer, chimíer, chimia, etc.

## História
A palavra chimia vem da pronúncia de Schmier (do alemão regional sulbrasileiro Riograndenser Hunsrückisch). O verbo schmieren, neste caso, significa especificamente untar; por exemplo, passar o doce/Schmier sobre uma fatia de pão como se fosse um queijo em creme espesso; já o substantivo Schmier é um doce de frutas em forma pastosa muito similar à geleia, mas mais consistente;  deve-se salientar também que no dialeto alemão regional, e consequentemente no português regional onde há contato com esta língua minoritária, Schmier também pode significar uma fatia de pão já untada (i. e. com qualquer alimento, seja com Schmier/doce, geleia, mel, manteiga, margarina, nata, patê, ou banha de porco, como era muito comum antigamente se fazer nas zonas de língua alemã do sul). Pode ser feito com vários sabores, usando cascas, frutas ou outras combinações. Comum no Sul do Brasil nos estados do Rio Grande do Sul, Santa Catarina e Paraná. Devido à diáspora gaúcha, a chimia é encontrada também fora da Região Sul.
A palavra alemã Schmier tem vários significados (por exemplo graxa, etc.) que não têm qualquer relacionamento com seu uso na culinária.
Não é correto designar a Schmier de geleia, pois a Schmier é mais consistente por ser produzida não só com o suco, mas também com o bagaço e, eventualmente, as cascas das frutas ou legumes utilizados.